# Pascual Liñán

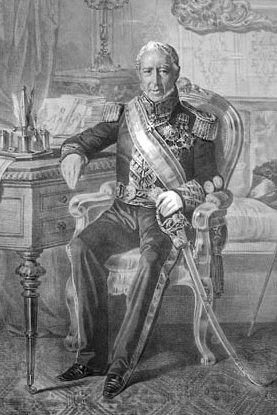
Pascual Liñán

Pascual Sebastián de Liñán y Dolz de Espejo (* 19. Juli 1775 in Teruel, Aragón, Spanien; † 1. Januar 1855 in Madrid Spanien) war ein spanischer Offizier, der unter anderem im mexikanischen Unabhängigkeitskrieg kämpfte.

## Leben
Liñán entstammte einer der führenden Familien Aragóns. Seine Eltern waren Gonzalo de Liñán y Fernández de Moros und Paola Dolz de Espejo y Pérez de Pomar. Er trat schon im Alter von acht Jahren 1783 als Kadett der königlichen Garde in den Dienst der spanischen Armee.
Im Ersten Koalitionskrieg gegen das revolutionäre Frankreich kämpfte er für die Spanier im Roussillon. 1809 wurde er dort zum Hauptmann befördert, 1811 war er Brigadegeneral.
Im Befreiungskrieg gegen Napoleon zeichnete er sich auf spanischer Seite aus. Nach Rückkehr von König Ferdinand VII. wurde er nach Neuspanien versetzt.
Er verließ Cádiz Ende 1816 an Bord der Fregatte Sabina und kam Anfang April 1817 in Veracruz an. Mit sich brachte er Verstärkungen für die royalistischen Truppen im mexikanischen Unabhängigkeitskrieg, insgesamt 5.000 Mann.
Zunächst eroberte er für die Spanier die Provinz Guanajuato. Im November 1817 fassten die Truppen Liñáns den Führer der Aufständischen, Francisco Javier Mina, der mit etwa 300 Freiwilligen aus Spanien gemeinsam mit den mexikanischen Rebellen unter Pedro Moreno für die Unabhängigkeit Mexikos kämpften.
1818 wechselte Liñán als Gouverneur nach Veracruz. Dort unterband er den Schmuggel und errichtete neue Siedlungen. Anfang 1821 heiratete er in Veracruz María Josefa Fernández-Rubio y Monet, mit der er sieben Kinder hatte.
Als der spanische Oberst Agustín de Iturbide im Februar 1821 mit dem Großteil der spanischen Truppen zu den Aufständischen überlief, erhielt Liñán vom Vizekönig Juan Ruiz de Apodaca den militärischen Oberbefehl über die verbliebenen royalistischen Kräfte. Der Unabhängigkeitskrieg war nicht mehr zu gewinnen, die Spanier hielten neben der Hauptstadt Mexiko-Stadt nur noch einzelne Städte in ihrer Gewalt. Im August 1821 anerkannte der von der spanischen Regierung entsandte letzte faktische Vizekönig Juan O’Donojú im Vertrag von Córdoba die Unabhängigkeit Mexikos; die royalistischen Truppen sollten abziehen dürfen.
Liñán kehrte erst 1825 nach Spanien zurück. Er wurde zum Generalkommandanten und stellvertretenden Provinzgouverneur von Süd-Kastilien (Castilla la Nueva) ernannt und 1826 zum Generalleutnant befördert. Ab 1829 fungierte er als Generalkapitän von Madrid; in dieser Funktion unterhielt er eine enge Beziehung zum Bruder des Königs, Carlos María Isidro de Borbón.
Nach dem Tode Ferdinands erhob Carlos Ansprüche auf den Thron; Liñán hielt sich aber loyal zur von Ferdinand verfügten Thronfolge zugunsten seiner minderjährigen Tochter Isabella. Pascual Liñán wurde zum Kammerherrn der Königin und Senator berufen und mit zahlreichen Orden bedacht. 1855 starb er in Madrid.